# Josée Bélanger
Josée Bélanger (Coaticook, Québec, 1986. május 14. –) olimpiai bronzérmes kanadai válogatott labdarúgó.

## Pályafutása
2015 augusztusában igazolt a Damallsvenskan bajnokához, a Rosengård csapatához, akikkel a szezon végével megvédték címüket.
A következő évben az Orlando Pride szerezte meg játékjogát a 2016. február 8.-i NWSL drafton.
2017 májusában bejelentette visszavonulását.

## Sikerei

### Klubcsapatokban
Svéd bajnok:
- FC Rosengård: 2015

### A válogatottban
Kanada
- Olimpiai bronzérmes: 2016
- U20-as női CONCACAF-aranykupa győztes: 2004
- Ciprus-kupa aranyérmes: 2011[6]
- Ciprus-kupa ezüstérmes: 2015[7]

## Statisztikái

### A válogatottban
| Kanada   | Kanada   | Kanada |
| Év       | Mérkőzés | Gól    |
| -------- | -------- | ------ |
| 2004     | 1        | 0      |
| 2010     | 10       | 5      |
| 2014     | 11       | 0      |
| 2015     | 17       | 2      |
| 2016     | 17       | 0      |
| 2017     | 1        | 0      |
| Összesen | 57       | 7      |

### Válogatottban szerzett góljai
| #  | Dátum              | Helyszín            | Ellenfél   | Találat | Eredmény | Rendezvény                     |
| -- | ------------------ | ------------------- | ---------- | ------- | -------- | ------------------------------ |
| 1. | 2010. június 3.    | Hamar, Norvégia     | Norvégia   | 1–0     | 1–1      | Barátságos mérkőzés            |
| 2. | 2010. november 2.  | Cancún, Mexikó      | Mexikó     | 2–0     | 3–0      | 2010-es női CONCACAF-aranykupa |
| 3. | 2010. november 5.  | Cancún, Mexikó      | Costa Rica | 1–0     | 4–0      | 2010-es női CONCACAF-aranykupa |
| 4. | 2010. december 9.  | São Paulo, Brazília | Hollandia  | 2–0     | 5–0      | Nemzetközi torna               |
| 5. | 2010. december 19. | São Paulo, Brazília | Brazília   | 1–0     | 2–2      | Nemzetközi torna               |
| 6. | 2015. június 21.   | Vancouver, Kanada   | Svájc      | 1–0     | 1–0      | 2015-ös világbajnokság         |
| 7. | 2015. december 16. | Natal, Brazília     | Brazília   | 1–2     | 1–2      | Nemzetközi torna               |